# Лісово (Підляське воєводство)
Лісово (пол. Lisowo) — село в Польщі, у гміні Дорогичин Сім'ятицького повіту Підляського воєводства.
Населення — 152 особи (2011).
У 1975-1998 роках село належало до Білостоцького воєводства.

## Демографія
Демографічна структура станом на 31 березня 2011 року:
|          | Загалом | Допрацездатний вік | Працездатний вік | Постпрацездатний вік |
| -------- | ------- | ------------------ | ---------------- | -------------------- |
| Чоловіки | 78      | 17                 | 47               | 14                   |
| Жінки    | 74      | 11                 | 42               | 21                   |
| Разом    | 152     | 28                 | 89               | 35                   |